# Al-Fulah
Al-Fulah est une ville de l'État du Kordofan occidental, au Soudan, dont elle est la capitale. C'est également le siège de l'Université du Kordofan occidental.
La deuxième guerre civile soudanaise en a entraîné le déplacement de nombreuses personnes.
Pendant la guerre civile soudanaise (2023-présent), la ville a été prise par les Forces de soutien rapide, le 20 juin 2024, après une brève bataille avec les forces armées soudanaises.
La Chine a manifesté son intérêt pour le développement d'une centrale électrique à Al-Fulah et la construction de 730 km d'oléoduc,.